# Бойер, Ли
Ли Бо́йер (англ. Lee Bowyer; род. 3 января 1977[…], Кеннинг Таун, Большой Лондон) — английский футболист, тренер. Последней командой, за которую выступал Бойер, был «Бирмингем». Призывался в национальную сборную Англии. Выступал на позиции центрального полузащитника. Ему принадлежит рекорд по количеству полученных жёлтых карточек в английской Премьер-лиге.

## Клубная карьера

### «Чарльтон Атлетик»
Бойер начал свою футбольную карьеру ещё школьником, выступая за «Чарльтон», став профессиональным футболистом в апреле 1994 года. Впервые он привлёк к себе внимание в 1995, когда он и его партнёр по клубу Дин Чендлер были уличены в употреблении марихуаны. Бойер был отстранён на 8 недель и направлен на реабилитационные курсы, организованные Футбольной ассоциацией Англии. Также он был отчислен из состава национальной сборной Англии до 18 лет. В итоге Бойер стал игроком основного состава, выйдя в футболке «Чарльтона» 58 раз и забив 14 мячей.

### «Лидс Юнайтед»
В 1996 состоялся его трансфер в «Лидс» за 2,8 миллиона фунтов, а Ли Бойер стал самым дорогим тинэйджером того времени. В этом же году Бойер был вовлечён в драку в лондонском McDonald’s и оштрафован на 4,5 тысячи фунтов. Вначале Бойер не попадал в стартовый состав «Лидса», оставаясь за спинами Альфа-Инге Хаалана и Дэвида Хопкина. В конечном счёте, в сезоне 1998/99 Бойер выиграл конкуренцию за место в составе у Хопкина; с того времени он являлся игроком стартового состава. Он был ключевым игроком в команде Дэвида О’Лири, квалифицировавшись с клубом в Лигу чемпионов в сезоне 1999/00 и достигнув полуфинала Кубка УЕФА в 2000 и Лиги чемпионов в 2001, забив при этом важнейшие мячи в ворота «Милана», «Барселоны» и «Андерлехта». Бойер был признан болельщиками Лидса игроком сезона в 1999 и 2001 году.
В связи с инцидентом возле одного из ночных клубов Лидса Бойеру и его товарищу по команде Джонатану Вудгейту были предъявлены обвинения в драке и намеренном нанесении тяжких телесных повреждений. В ходе судебных разбирательств с Бойера были сняты все судебные обвинения, а Вудгейт был признан виновным и приговорён к общественным работам. Считается, что именно в этот период карьеры Бойер вышел на пик своей формы. Однако, клуб решил наложить на него штраф за нарушение норм поведения в размере 4-недельной заработной платы. Несмотря на то что «Лидс» поддерживал Бойера в ходе судебного разбирательства и оплачивал его обширные юридические услуги, он возражал против наложения внутриклубного штрафа, в результате чего и был выставлен на трансфер. Позднее вопрос был решён, и Ли сняли с трансфера, однако летом, отвергнув новый пятилетний контракт, Бойер снова оказался выставленным на продажу. «Лидс» сошёлся в цене с «Ливерпулем», однако трансфер не состоялся, так как тогдашний тренер «красных» Жерар Улье посчитал, что Бойер не горит желанием выступать за них. Поэтому в январе 2003 года Ли Бойер подписал контракт с «Вест Хэмом». Всего за «Лидс» Бойер провёл 265 игр и забил 55 голов.

### «Вест Хэм»
Перейдя в «Вест Хэм», клуб, за который он болел с детства, за номинальную стоимость, Ли Бойер подписал контракт на 6 месяцев, что означало, что в случае вылета «Вест Хэма» из Премьер-лиги в сезоне 2002/03, клуб не будет обременён большими премьерлиговскими зарплатами. В итоге, Бойер получил повреждение лодыжки и провёл лишь 11 матчей за «Вест Хэм», который не смог избежать вылета. Новый контракт Бойеру не был предложен.

### «Ньюкасл»
После вылета «Вест Хэма» в сезоне 2002/03, Бойер присоединился к «Ньюкаслу» в качестве свободного агента в июле 2003 года. В апреле 2005 Бойер снова привлёк к себе внимание СМИ дракой на футбольном поле со своим одноклубником Кироном Дайером в матче против «Астон Виллы». В результате, оба получили красные карточки и трёхматчевую дисквалификацию. Футбольная ассоциация Англии оштрафовала Бойера на 30 000 фунтов, а также наложила дополнительную трёхматчевую дисквалификацию. Клуб также наложил на Ли штраф в размере шестинедельного оклада. Дайер не был оштрафован, так как зачинщиком был признан Бойер. За время карьеры в «Ньюкасле» Бойер выступал в качестве обвиняемого и признавался виновным ещё на нескольких судебных процессах. Проведя в общей сложности 98 матчей и забив 11 голов, Ли Бойер покинул «Ньюкасл» по окончании сезона 2005/06.

### «Вест Хэм»

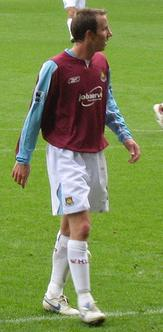
Бойер в футболке «Вест Хэма».

Бойер вернулся в «Вест Хэм» в июне 2006 года, проведя в сезоне 2006/07 22 матча, получив при этом травму плеча в выездной игре против «Рединга», завершившейся для «молотобойцев» разгромными 0:6. Тем не менее, Бойер быстро оправился от травмы и помог своей команде в пяти решающих матчах сезона. Начиная с сезона 2007/08 Бойер завоевал себе место в основном составе «Вест Хэма», а также забил свои первые голы, отличившись в матчах против «Уигана» и «Мидлсбро», а также сделав дубль в игре против «Дерби Каунти». Сезон был испорчен травмами, и Бойеру удалось выйти на поле лишь в 20 поединках.

### «Бирмингем»

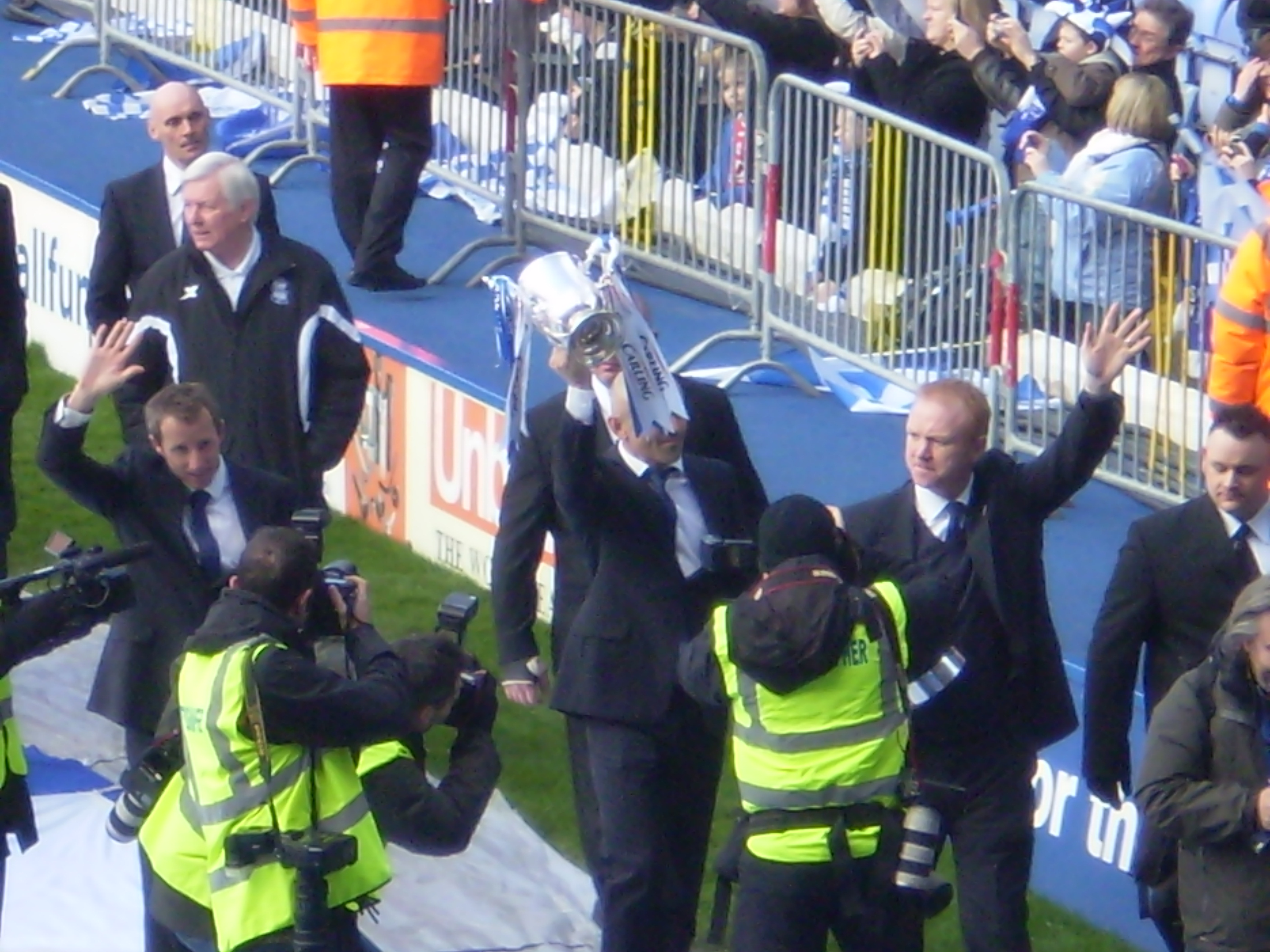
Бойер (крайний слева) после победы в финале Кубка лиги 2011 года.

В январе 2009 года Бойер подписал арендное соглашение до конца сезона с «Бирмингемом», выступавшим на тот момент в Чемпионате Футбольной лиги. Дебют Бойера пришёлся на матч против «Кардиффа», его гол позволил сравнять счёт в игре, которая завершилась вничью 1:1. По истечении контракта с «Вест Хэмом» в июле 2009 года, Ли Бойер подписал двухгодичный контракт с «Бирмингемом». Вернувшись вместе с клубом в Премьер-лигу, Бойер сыграл важную роль в успехах команды, которая провела серию из 12 матчей без поражений в элитном дивизионе Англии, что стало клубным рекордом. Также «Бирмингему» удалось занять рекордное девятое место, что стало лучшим результатом за последние 50 лет. При этом Ли оставался лидером полузащиты, образовав мощную связку в середине поля с другим новобранцем клуба Барри Фергюсоном. Также он забил победные мячи во встречах против «Фулхэма» и «Вулверхэмптона». В сентябре, в начале сезона 2010/11, Бойер был вынужден извиняться за оскорбление болельщика «Вест Бромвича», произнесённое после грубого отбора у Габриэля Тамаша и последовавшей за этим замены полузащитника «Бирмингема». После этого инцидента Бойер на некоторое время потерял место в стартовом составе, но после травмы Крейга Гарднера, снова вернул себе место в основе. В ноябре 2010 забил единственный гол в матче против действующего чемпиона, «Челси», принеся «Бирмингему» неожиданную победу. Также был засчитан его спорный мяч в игре против «Манчестер Юнайтед», позволивший «Бирмингему» уйти от поражения. В январе 2011 года Бойер снова привлёк к себе внимание, намеренно наступив на колено, а затем ударив по ахиллу защитника «Арсенала» Бакари Санья. В матче 29-го тура чемпионата Англии с «Вест Бромвичем» Ли Бойер получил свою 100-ю жёлтую карточку. Таким образом он стал первым футболистом в истории Премьер-лиги, который достиг такого показателя.
Бойер вышел в стартовом составе в финале Кубка лиги 2011 года. По окончании сезона, «Бирмингем» покинул Премьер-лигу, и контракт с Бойером не был продлён.

## Карьера в сборной
В начале своей карьеры за «Лидс» Ли Бойер регулярно играл за сборную Англии до 21 года, выйдя в её майке 13 раз. Прекрасная форма Бойера стала причиной получения вызова во взрослую сборную. Тем не менее, Футбольная ассоциация Англии запретила Бойеру выступать за сборную до окончания рассмотрения дела, возбуждённого против него. После окончания судебного процесса, Бойер получил вызов на товарищеский матч с Португалией. Дебют Бойера ознаменовался тем, что он принял участие в голе его партнёра по «Лидсу» Алана Смита. После этого Ли Бойер не вызывался в национальную сборную.

## Статистика выступлений
| Клуб                   | Лига                      | Сезон            | Лига | Лига | Кубок Англии | Кубок Англии | Кубок Лиги | Кубок Лиги | Лига чемпионов | Лига чемпионов | Кубок УЕФА | Кубок УЕФА | Итого | Итого |
| Клуб                   | Лига                      | Сезон            | Игры | Голы | Игры         | Голы         | Игры       | Голы       | Игры           | Голы           | Игры       | Голы       | Игры  | Голы  |
| ---------------------- | ------------------------- | ---------------- | ---- | ---- | ------------ | ------------ | ---------- | ---------- | -------------- | -------------- | ---------- | ---------- | ----- | ----- |
| Чарльтон Атлетик       | Первый дивизион           | 1993/94          | 0    | 0    | 0            | 0            | 0          | 0          | 0              | 0              | 0          | 0          | 0     | 0     |
| Чарльтон Атлетик       | Первый дивизион           | 1994/95          | 5    | 0    | 0            | 0            | 0          | 0          | 0              | 0              | 0          | 0          | 5     | 0     |
| Чарльтон Атлетик       | Первый дивизион           | 1995/96          | 41   | 8    | 3            | 1            | 7          | 5          | 0              | 0              | 0          | 0          | 51    | 14    |
| Итого                  | Итого                     | Итого            | 46   | 8    | 3            | 1            | 7          | 5          | 0              | 0              | 0          | 0          | 56    | 14    |
| Лидс Юнайтед           | Премьер-лига              | 1996/97          | 32   | 4    | 4            | 2            | 0          | 0          | 0              | 0              | 0          | 0          | 36    | 6     |
| Лидс Юнайтед           | Премьер-лига              | 1997/98          | 25   | 3    | 3            | 0            | 3          | 1          | 0              | 0              | 0          | 0          | 31    | 4     |
| Лидс Юнайтед           | Премьер-лига              | 1998/99          | 35   | 9    | 4            | 0            | 2          | 0          | 0              | 0              | 4          | 0          | 45    | 9     |
| Лидс Юнайтед           | Премьер-лига              | 1999/00          | 33   | 5    | 3            | 1            | 1          | 0          | 0              | 0              | 11         | 5          | 48    | 11    |
| Лидс Юнайтед           | Премьер-лига              | 2000/01          | 38   | 9    | 4            | 1            | 0          | 0          | 15             | 6              | 0          | 0          | 54    | 15    |
| Лидс Юнайтед           | Премьер-лига              | 2001/02          | 25   | 5    | 1            | 0            | 1          | 0          | 0              | 0              | 3          | 2          | 30    | 7     |
| Лидс Юнайтед           | Премьер-лига              | 2002/03          | 15   | 3    | 0            | 0            | 1          | 0          | 0              | 0              | 5          | 0          | 21    | 3     |
| Итого                  | Итого                     | Итого            | 203  | 38   | 16           | 3            | 8          | 1          | 23             | 7              | 15         | 6          | 265   | 55    |
| Вест Хэм Юнайтед       | Премьер-лига              | 2002/03          | 10   | 0    | 1            | 0            | 0          | 0          | 0              | 0              | 0          | 0          | 11    | 0     |
| Итого                  | Итого                     | Итого            | 10   | 0    | 1            | 0            | 0          | 0          | 0              | 0              | 0          | 0          | 11    | 0     |
| Ньюкасл Юнайтед        | Премьер-лига              | 2003/04          | 24   | 2    | 0            | 0            | 0          | 0          | 0              | 0              | 1          | 0          | 25    | 2     |
| Ньюкасл Юнайтед        | Премьер-лига              | 2004/05          | 27   | 3    | 2            | 1            | 1          | 0          | 0              | 0              | 9          | 3          | 39    | 7     |
| Ньюкасл Юнайтед        | Премьер-лига              | 2005/06          | 28   | 1    | 2            | 0            | 1          | 0          | 0              | 0              | 3          | 1          | 34    | 2     |
| Итого                  | Итого                     | Итого            | 79   | 6    | 4            | 1            | 2          | 0          | 0              | 0              | 13         | 4          | 98    | 11    |
| Вест Хэм Юнайтед       | Премьер-лига              | 2006/07          | 20   | 0    | 0            | 0            | 0          | 0          | 0              | 0              | 2          | 0          | 22    | 0     |
| Вест Хэм Юнайтед       | Премьер-лига              | 2007/08          | 15   | 4    | 2            | 0            | 3          | 0          | 0              | 0              | 0          | 0          | 20    | 4     |
| Вест Хэм Юнайтед       | Премьер-лига              | 2008/09          | 6    | 0    | 0            | 0            | 1          | 1          | 0              | 0              | 0          | 0          | 7     | 1     |
| Итого                  | Итого                     | Итого            | 41   | 4    | 2            | 0            | 4          | 1          | 0              | 0              | 2          | 0          | 49    | 5     |
| Бирмингем Сити(аренда) | Чемпионат Футбольной лиги | 2008/09          | 17   | 1    | 0            | 0            | 0          | 0          | 0              | 0              | 0          | 0          | 17    | 1     |
| Бирмингем Сити         | Премьер-лига              | 2009/10          | 35   | 5    | 5            | 0            | 2          | 1          | 0              | 0              | 0          | 0          | 42    | 6     |
| Бирмингем Сити         | Премьер-лига              | 2010/11          | 29   | 4    | 1            | 0            | 5          | 1          | 0              | 0              | 0          | 0          | 35    | 5     |
| Итого                  | Итого                     | Итого            | 81   | 10   | 6            | 0            | 7          | 2          | 0              | 0              | 0          | 0          | 94    | 12    |
| Всего за карьеру       | Всего за карьеру          | Всего за карьеру | 460  | 66   | 32           | 5            | 28         | 9          | 15             | 6              | 38         | 11         | 573   | 97    |

(откорректировано по состоянию на 11 июня 2011)

## Достижения
«Лидс Юнайтед»
- 3-е место в чемпионате Англии: 1999/00
- Полуфинал Лиги чемпионов: 2000/01
- Полуфинал Кубка УЕФА: 1999/00

«Ньюкасл Юнайтед»
- Полуфинал Кубка Англии: 2004/05
- Полуфинал Кубка УЕФА: 2003/04
- Полуфинал Кубка Интертото: 2005

«Бирмингем Сити»
- Обладатель Кубка Лиги: 2011